# ورگان اندروز
ورگان اندروز (انگلیسی: Morgan Andrews؛ زادهٔ ۲۵ مارس ۱۹۹۵) بازیکن فوتبال اهل ایالات متحده آمریکا است.
از باشگاه‌هایی که در آن بازی کرده‌است می‌توان به باشگاه فوتبال رین اشاره کرد.
وی همچنین در تیم‌های ملی فوتبال United States women's national under-17 soccer team, United States women's national under-20 soccer team، و زیر ۲۳ سال زنان ایالات متحده آمریکا بازی کرده‌است.